# Лата, Сваран (актриса)
Сваран Лата (англ. Swaran Lata, урду سوَرن لتا‎, хинди स्वर्न लता; 20 декабря 1924, Равалпинди, Британская Индия — 8 февраля 2008, Лахор) — пакистанская киноактриса. Она начала свою карьеру в киноиндустрии в Британской Индии, а затем переехала в Пакистан. Она была известна как Королева трагедии после того, как она доказала свою храбрость в своих эмоциональных, трагических ролях, своем присутствии на экране и своей трогательной подачей диалогов. Она работала как в Болливуде, так и в пакистанском кино.

## Ранний период жизни
Сваран Лата родилась 20 декабря 1924 года в семье сикхов-сиял-кхатри в Равалпинди, Британская Индия, ныне Пакистан. Она получила диплом старшего бакалавра в Кембридже в Дели, а затем поступила в Академию музыки и искусств в Лакхнау. В начале 1940-х годов её семья переехала в Бомбей. С 1942 по 1948 год она снялась в 22 фильмах в Британской Индии.
После того, как вышла замуж за Назира Ахмеда, известного в то время актёра, режиссёра и продюсера, Сваран Лата приняла ислам. Она сменила имя на Саида Бано. Пара Сваран-Назир была очень творческой парой, они вместе сняли много фильмов как до, так и после раздела Индии в 1947 году.

## Карьера в кино
Исключительная и удивительная история о том, как она вошла в сферу актёрского мастерства, прокладывает путь Сваран. Её родители умерли, когда она была совсем маленькой, и большую часть своей подростковой жизни она прожила со старшим братом, которого она вспоминает как «очень строгого» к ней. Однако именно историю о том, как её обнаружили, Сваран рассказывает с большой страстью: «Я была студенткой колледжа в Лакхнау, Индия. Когда я ехала из Дели в Лакхнау, меня случайно увидели несколько режиссёров. Они предложили мне сняться в кино, но сначала я не заинтересовалась. Затем один из них пошел к моему старшему брату с предложением, и, к моему величайшему удивлению, он согласился».
Сваран Лата начала свою карьеру как театральная актриса. В 1942 году в фильме Awaaz состоялся её дебют в кино. Сваран и Назир переехали в Пакистан во время раздела Индии в 1947 году. Они оставили все, что у них было в Бомбее, и переехали в Лахор, провинция Пенджаб. Дуэту пришлось начинать с нуля, и они считались одними из пионеров ранней пакистанской киноиндустрии.
Сваран Лата была ведущей актрисой первого пакистанского фильма, посвящённого серебряному юбилею, Pheray (1949). Этот фильм был пенджабским, но она чувствовала себя комфортно, будучи носителем языка урду, получившим образование в Лакхнау, на родине урду-литераторов. Для фильма её обучал языку пенджаби Баба Алам Сиахпош, пенджабский поэт, который также был одним из авторов текстов песен к фильму.
В главной роли она снялась в таких известных пакистанских фильмах, как: Laarey (1950), Naukar (1955), Heer (1955), а как актриса второго плана, Sawaal (1966). С 1960 года она сократила свои появления в кино и в основном переключилась на второстепенные роли, пока она не ушла на пенсию в 1971 году.
За свою жизнь Сваран работала с такими великими именами, как Притхвирадж Капур и Мотилал в Индии, а также с Сантошем Кумаром, Дарпаном, Инаятом Хуссейном Бхатти и Хабибом в Пакистане.

## Личная жизнь
Она вышла замуж за актёра Назира Ахмеда Хана и родила четверых детей, включая трёх дочерей и одного сына. Её внук — актёр Науман Иджаз.

## Смерть
8 февраля 2008 года в возрасте 83 лет в Лахоре Сваран Лата умерла.

## Фильмография

### Телевизионные шоу
| Год  | Название       | Роль      | Телекомпания |
| ---- | -------------- | --------- | ------------ |
| 1983 | Silver Jubilee | Себя саму | PTV          |
| 1987 | Aaap Ka Zamir  | Себя саму | PTV          |

### Фильмы
| Год  | Фильм            | Язык     |
| ---- | ---------------- | -------- |
| 1942 | Awaaz            | Хинди    |
| 1943 | Inkaar           | Хинди    |
| 1943 | Tasveer          | Хинди    |
| 1943 | Pratiggya        | Хинди    |
| 1943 | Heer Ranjha      | Панджаби |
| 1943 | Ishaara          | Хинди    |
| 1944 | Uss Paar         | Хинди    |
| 1944 | Swarna Bhoomi    | Хинди    |
| 1944 | Raunaq           | Хинди    |
| 1944 | Rattan           | Хинди    |
| 1944 | Ghar Ki Shobha   | Хинди    |
| 1944 | Badi Baat        | Хинди    |
| 1944 | Maharathi Karna  | Хинди    |
| 1945 | Preet            | Хинди    |
| 1945 | Laila Majnu      | Хинди    |
| 1945 | Pratima          | Хинди    |
| 1945 | Chand Tara       | Хинди    |
| 1946 | Wamaq Azra       | Хинди    |
| 1946 | Insaf            | Хинди    |
| 1946 | Maa Baap Ki Laaj | Хинди    |
| 1946 | Sham Savera      | Хинди    |
| 1947 | Abida            | Хинди    |
| 1948 | Gharbar          | Хинди    |
| 1949 | Sachai           | Урду     |
| 1949 | Pheray           | Панджаби |
| 1950 | Anokhi Daastan   | Урду     |
| 1950 | Laaray           | Панджаби |
| 1952 | Bheegi Palken    | Урду     |
| 1953 | Shehri Babu      | Панджаби |
| 1955 | Khatoon          | Урду     |
| 1955 | Naukar           | Урду     |
| 1955 | Heer             | Панджаби |
| 1956 | Sabira           | Урду     |
| 1956 | Soteeli Maa      | Урду     |
| 1957 | Noor-e-Islam     | Урду     |
| 1959 | Shama            | Урду     |
| 1962 | Billo Jee        | Панджаби |
| 1965 | Azmat-e-Islam    | Урду     |
| 1966 | Sawaal           | Урду     |
| 1969 | Qasm Us Waqt Ki  | Урду     |
| 1971 | Duniya Na Maney  | Урду     |

### Остальное
| Год  | Название             | Роль      | Телекомпания |
| ---- | -------------------- | --------- | ------------ |
| 1997 | Tum Jo Chaho Tu Suno | Себя саму | PTV          |